# Прапор Подгориці
Прапор Подгориці разом із гербом є символом Подгориці, столиці Чорногорії. У 2006 році вони були прийняті символами міста. Дизайн прапора походить від деталі на новому гербі. Автор Срджан Марлович.
Шари міської спадщини в цьому муніципалітеті (Доклея і Метеон) представлені двома синіми горизонтальними смугами. Метафорично вони представляють основу сучасного міста Подгориця.
Універсальний символ, створення якого базувалося на стилізації всіх впізнаваних символів сучасної Подгориці: місто Неманья, Годинникова вежа, пам'ятник Гориці, ворота, мости тощо. Усі ці пам'ятки були об'єднані одним символом — ламаною лінією, розташованою над двома горизонтальними смугами.